# Comité Ejecutivo de la Araucanía
El Comité Ejecutivo de la Araucanía fue una alianza de organizaciones mapuches existente entre 1926 y 1931. Tuvo por principal objetivo incidir en las discusiones parlamentarias en torno a las tierras indígenas que se dieron durante ese periodo.

## Antecedentes

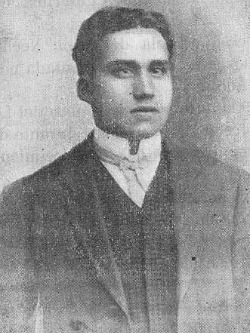
Manuel Manquilef, impulsor de la ley de división de comunidades de 1927.

A mediados de la década de 1920, las más importantes organizaciones mapuches correspondían a la Sociedad Caupolicán (1910), de perfil integracionista moderado, y la Federación Araucana (1922), de orientación tradicionalista. Pese a sus diferencia, ambas mantenían fuertes críticas a la forma en cómo se había dado la Ocupación de la Araucanía, a la vez que compartían demandas comunes con respecto a los tamaños de las reducciones, las usurpaciones de tierras incluidas dentro de títulos de merced, así como a la existencia de comunidades que aún no lograban ser asentadas, en un contexto en que seguían llegando colonos chilenos y extranjeros a ocupar tierras en la zona.
En las elecciones parlamentarias de 1925 el líder de la Sociedad Caupolicán, Manuel Manquilef, fue electo diputado por el Partido Liberal Democrático, con una agenda de reforma a las tierras indígenas. En su visión, la reforma debía orientarse hacia la división de la tierra comunitaria en propiedades individuales, de forma de evitar los conflictos legales intracomunitarios de las reducciones, y fomentar el desarrollo económico de la población mapuche a través del principio de propiedad privada.

## Historia

### Creación del Comité
La perspectiva de Manquilef en torno a la promoción de la propiedad individual, si bien contaba con apoyo en algunas de las organizaciones mapuches de la época, generó al poco tiempo un amplio rechazo en ellas, producto de una serie de elementos que no se incluían en el proyecto de ley, como la previa restitución de tierras usurpadas a las comunidades con títulos de merced, la no consideración de derechos hereditarios y la reducida extensión de las propiedades individuales. A ello se sumaban otras críticas con respecto al proceso de Ocupación de la Araucanía, como la demanda por la radicación de indígenas aún no asentados, la suspensión de remates de tierras fiscales, el derecho de los indígenas a ser beneficiarios de las leyes de colonización, y la prohibición de la enajenación de la propiedad indígena. En este contexto, en el Quinto Congreso Araucano, organizado por la Federación Araucana en diciembre de 1925, se creó la figura del Comité Ejecutivo de la Araucanía, como espacio para unir a todas las organizaciones mapuches que estaban en contra del proyecto de ley de división de comunidades.

### Situación de la Sociedad Caupolicán
La discusión de la ley produjo una fuerte crisis en la Sociedad Caupolicán, que no había apoyado la candidatura de Manquilef por el Partido Liberal Democrático en 1925, y que a partir de 1926 le acusa de no consultar a las organizaciones mapuches para la elaboración del proyecto. Así, tempranamente Arturo Huenchullán promovió la integración de la Sociedad en el Comité, uniendo coyunturalmente en un mismo espacio a las mayores organizaciones mapuches de la época. Por su parte, Manquilef fue expulsado de la Sociedad Caupolicán en 1927, acercándose posteriormente a la Unión Araucana, que con un perfil integracionista, mantuvo una defensa del proyecto de ley, aunque realizando críticas a algunos de sus componentes. Finalmente la iniciativa se aprobó en 1927 como la Ley N° 4.169, aunque de forma crítica también se le llamó "Ley Manquilef".

### Impacto de la Ley de 1927
Pese al rechazo generado por el componente de subdivisión de tierras, la ley también incluyó la creación de un Tribunal Especial de División de las Comunidades, que llegó a contar con representación indígena, y cuyos fallos se consideraron inapelables. Esta figura logró recuperar un número importante de tierras usurpadas a las reducciones creadas luego de la Ocupación de la Araucanía, y fue considerado un triunfo del movimiento mapuche de la época. En este contexto, en 1929 el Comité sufre la salida de la Sociedad Caupolicán, quedando como un espacio en torno al proyecto político de la Federación Araucana. En esta situación, su incidencia en el DFL 1600 de Propiedad Austral de 1931 resultó marginal, registrándose sus últimas actividades en 1931.
La fragmentación de las fuerzas mapuches luego del fin del Comité Ejecutivo llevó a una larga discusión con respecto a su posible unificación futura, lo que finalmente se logra en 1938 con la conformación de la Corporación Araucana. A diferencia de la experiencia de la década del 20, en este nuevo espacio fueron representantes de la Sociedad Caupolicán, y en particular Venancio Coñuepán Huenchual, quienes tomaron el liderazgo de la organización.